# Госпітальний провулок (Київ)
Госпіта́льний прову́лок — провулок у Печерському районі міста Києва, місцевість Черепанова гора. Пролягає від Госпітальної вулиці до тупика.

## Історія
Провулок виник разом з однойменною вулицею в середині XIX століття. Сучасна забудова належить до періоду 50—60-х років XX століття.